# Regions de Lituània

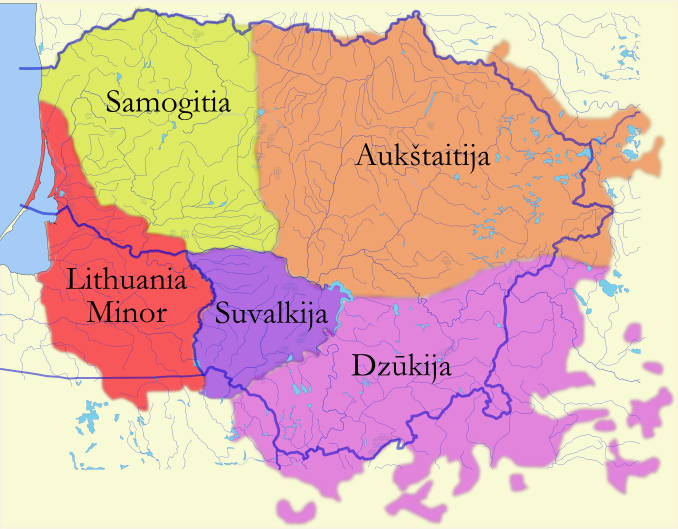
Regions etnogràfiques històriques

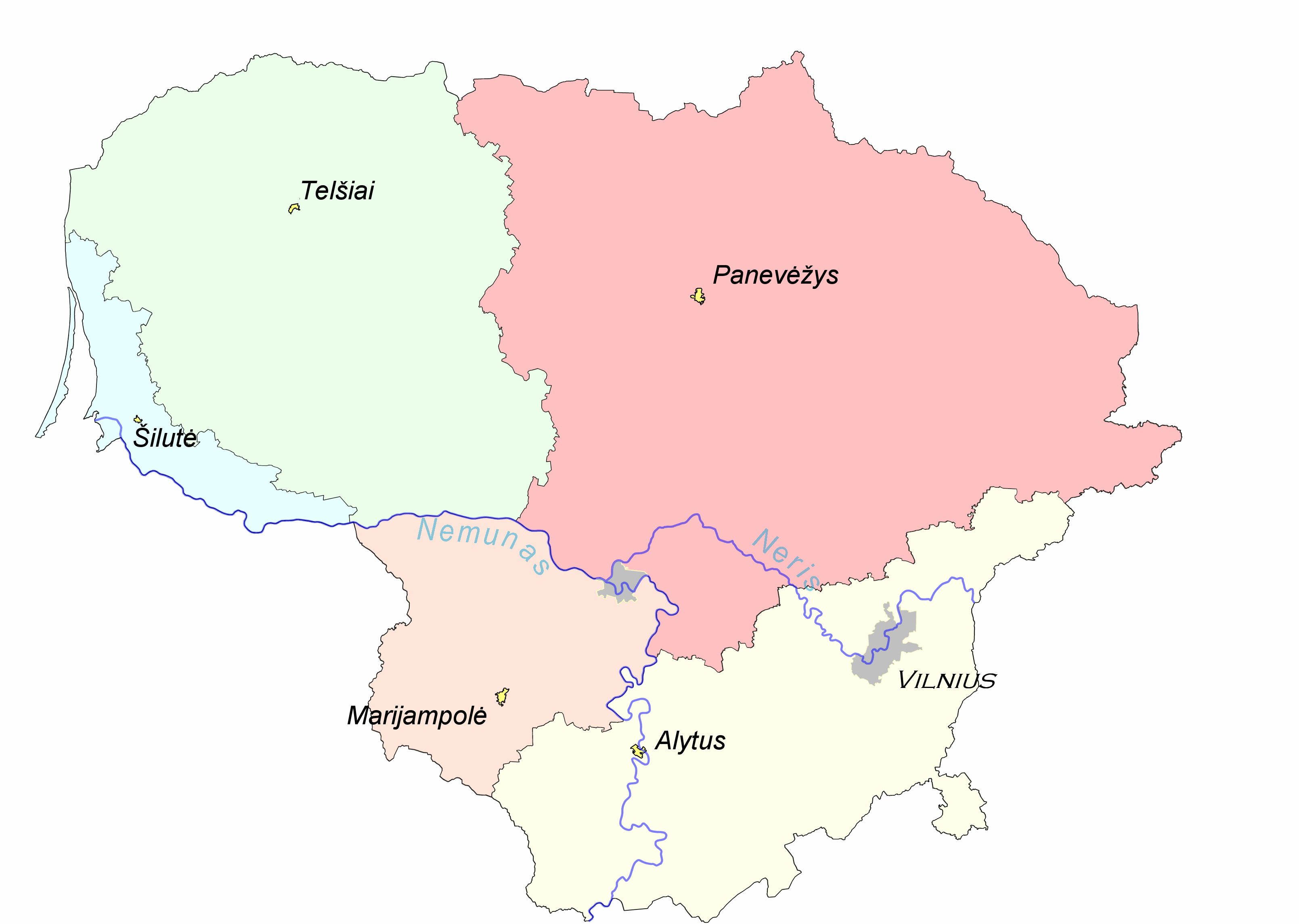
Regions dins de les fronteres de la Lituània moderna. Basat en el mapa aprovat pel Consell per a la Protecció de la cultura ètnica, un consell especial establert pel Seimas.
Lituània Menor
Samogitia
Aukštaitija
Suvalkija
Dzūkija

Lituània es pot dividir en regions històriques i culturals (anomenades regions etnogràfiques). Els límits exactes no estan totalment clars, ja que les regions no són unitats polítiques o administratives oficials. Estan delimitades per la cultura, com ara les tradicions nacionals, la forma de vida tradicional, cançons, contes, etc. Per a algunes regions la mesura correspon a les zones dels dialectes lituans. Aquesta correspondència és però de cap manera estricta. Per exemple, encara que el dialecte Dzūkian es diu sud-Aukštaitija, no vol dir que Dzūkija és part d'Aukštaitija. En certes parts d'algunes regions, els dialectes d'altres regions també s'hi parlen, mentre que per exemple a Samogitia (on el samogitià va aconseguir l'estatus oficial de llengua el 2010 - codi ISO 639-3), hi ha tres dialectes indígenes (sud, nord i oest del samogitià), algunes de les quals se subdivideixen en subdialectes.

## Regions en la política
Cap regió, a excepció de Samogitia, sempre ha estat una entitat política o administrativa. No obstant això, alguns va estar treballar recentment per a delimitar les seves fronteres amb més claredat, ja que hi ha un projecte per a canviar el sistema de comtats a Lituània en regions etnogràfiques, que serien anomenades terres (singular - zeme, plural - Zemes). Aquest projecte també és recolzat pel fet que amb les funcions limitades dels comtats, 10 d'ells no són necessaris per a Lituània. Un altre argument a favor és que en altres països estan sent revisades les delimitacions en territoris històrics, mentre que a Lituània les els comtats són regions artificials. El projecte va ser recolzat per l'expresident Rolandas Paksas, però, ara no és clar quan o si el projecte es completarà en absolut. No obstant això, Dzukija fa poc va adoptar l'escut i l'emblema que es fa servir en el cas de la reforma s'implementés. El Comtat d'Alytus, que es troba gairebé íntegrament dins Dzukija, aprovava poc després un escut d'armes que es basa en l'escut d'armes de Dzukija. Samogitia té una bandera i un escut d'armes que daten de l'època del Ducat de Samogitia; aquests símbols són considerablement més grans que els de Bandera de Lituània. Lituània Menor té un indicador utilitzat des del segle xvii, i un himne originari del segle xix. No obstant això, si la reforma s'implementés, molt probablement només hi hauria 4 terres, no 5, perquè la major part de Lituània Menor està ocupada per Rússia i molts lituans van ser expulsats d'allà. La relativament petita part restant també està poblada majoritàriament per nouvinguts, ja que la major part de la població va morir a la Segona Guerra Mundial o en va ser expulsada. Per tant, Lituània Menor probablement s'adjuntaria a Samogitia.
Malgrat el fet que les regions que no són de caràcter polític / entitats administratives, la majoria de les regions tenen les seves "capitals" (ciutats que són comunament considerades com a capitals). Aquestes ciutats no són necessàriament les més grans de la regió.

## Llista de regions
- Aukštaitija (literalment Terres Altes). Regió al nord-est de Lituània, també inclou alguns territoris històrics lituans del sud-oest de Letònia i el nord-oest de Belarús. La capital és Panevėžys, la ciutat més gran de la regió.
- Samogitia, (Žemaitija, literalment Terres Baixes). Regió a l'oest de Lituània. El capital és Telšiai, la major ciutat de Šiauliai.
- Dzūkija (Dzūkija o Dainava (l'últim nom literalment significa "Terra de Cançons"). Regió del sud-est de Lituània, també inclou històricament vasts territoris lituans de Belarús, i alguns territoris de Polònia. La capital és Alytus, i la major ciutat de Vílnius.
- Suvalkija (Sūduva o Suvalkija). Regió al sud-oest de Lituània, la regió etnogràfica més petita. La capital és Marijampolė, i la major ciutat Kaunas.
- Lituània Menor (Mažoji Lietuva). Regió a la costa del mar Bàltic, també inclou territoris amb gran població històrica de Lituània del que és ara l'oblast de Kaliningrad i una mica del nord de Polònia. La ciutat més gran és Klaipėda.